# Praia de Ubatuba
A praia de Ubatuba é uma das praias localizadas no município de São Francisco do Sul, no estado brasileiro de Santa Catarina, entre as praias de Itaguaçu e Enseada. Possui as águas mais limpas de todas as praias do município, sendo que é bastante frequentada por famílias e pelos praticantes do voleibol de areia, onde são realizados frequentemente torneios citadinos. Se localiza a cerca de dois quilômetros do Centro Histórico Municipal da cidade.